# Pierina Núñez
Pierina Nicoll Núñez Cordero (Piura, 13 de marzo de 2000) es una futbolista peruana. Juega como delantera en el Real Betis Balompié de la Primera División de España.

## Clubes
| Club                      | País   | Año           |
| ------------------------- | ------ | ------------- |
| JC Sport Girls            | Perú   | 2015          |
| Universitario de Deportes | Perú   | 2016-17       |
| Sporting Cristal          | Perú   | 2017-19       |
| DUX Logroño               | España | 2019-21       |
| Real Betis Balompié       | España | 2021-presente |

## Palmarés

### Campeonatos nacionales
| Título           | Club                      | Año  |
| ---------------- | ------------------------- | ---- |
| Primera División | Universitario de Deportes | 2016 |